# Eucalyptus argutifolia
Espèce
Classification phylogénétique
Eucalyptus argutifolia, le Wabling Hill mallee ou Yanchep mallee en anglais, est une espèce de plantes à fleurs du genre Eucalyptus et de la famille des Myrtaceae. C'est un arbuste endémique de l'Australie-Occidentale.
C'est un mallee d'environ 4 mètres de haut avec une écorce lisse vert ou cuivre pâle. Les jeunes feuilles sont lisses, pétiolées, mesurant environ 4,5 cm de long sur 4 de large; les feuilles adultes mesurent 13 cm de long sur 3 de large.
Le nom spécifique, argutifolia signifie à feuilles brillantes.
Les fleurs petites, blanches, apparaissent à l'automne (de mars à avril). Les fruits mesurent moins de 1 cm de diamètre.